# Sant'Angelo Lomellina
Sant'Angelo Lomellina (Sant'Angiäl in dialetto lomellino) è un comune italiano di 797 abitanti della provincia di Pavia in Lombardia. Si trova nella Lomellina occidentale, alla destra dell'Agogna.

## Storia
Chiamato anticamente Castel Sant'Angelo, il primitivo nucleo abitato, di origine monastica, centro tra l'altro di una comunità di benedettini, si è probabilmente sviluppato attorno al ricetto costruito a difesa dei vari monasteri sparsi nelle campagne circostanti. Nel VI sec. diede i natali a San Fortunato, Vescovo di Vercelli, morto nel 580. Nel medioevo Sant'Angelo appartenne al comitato di Lomello, e fu uno dei castelli rimasti nelle mani della casata dei conti palatini anche dopo la sua sottomissione a Pavia; nel 1311 è ancora ricordato Enrico di Sant'Angelo tra i discendenti della famiglia. Il ramo di Sant'Angelo dei conti palatini, a differenza di altri, probabilmente si estinse di lì a poco, e il feudo fu acquisito dai Beccaria di Pavia, all'epoca la maggiore potenza locale della Lomellina. All'inizio del XV secolo Sant'Angelo fu ceduto temporaneamente al Marchese del Monferrato; ritornato poi ai Visconti e agli Sforza, fu da questi ultimi infeudato a Pietro Gallarati, consigliere ducale, nel 1467 (da due anni il Gallarati era signore del vicino Cozzo). Il feudo restò ai Gallarati (dal 1729 Gallarati-Scotti) nei secoli seguenti, fino all'abolizione del feudalesimo nel 1797. Sant'Angelo, con tutta la Lomellina, passò sotto il dominio dei Savoia nel 1707; nel 1859 fu incluso nella provincia di Pavia.

## Monumenti e luoghi d'interesse

### Chiesa di San Michele
Ricostruita nel 1762. sulle rovine della precedente chiesa medievale, detta del castello. Resti delle antiche mura sono inglobate in un edificio fra la chiesa e la casa parrocchiale ed ancora oggi mostrano modanature in cotto e finestrelle ogivali a sesto ribassato. Secondo alcuni storici locali la torre dell'antica rocca fu riadattata per l'attuale campanile. L'interno della chiesa è in stile barocco a tre navate. Sul lato settentrionale della piazza sorge la chiesetta di San Giovanni Battista, di origini e struttura romaniche, costituiva il battistero della chiesa matrice pievana. Ridotto a chiesa comune mediante ristrutturazioni del secolo XVI, fu restaurata nel 1887 e restituita nella forma attuale ad un'unica navata. Ha il campanile a cuspide con cinque campane.

### Chiesa di San Rocco
Sorge al limite del paese, nei pressi del cimitero. Di origine romanica esisteva già nel secolo XI come chiesa dedicata a Santa Maria delle Grazie e come asilo per i pellegrini della Via Francigena. La chiesa attuale è di origine quattrocentesca. La facciata a capanna presenta ancora l'antica linea di pietra a vista in cotto, che corre lungo tutto il timpano; il portale a sesto acuto inquadrato tra due lesene, il rosone centrale e due piccole finestre rettangolari fortemente strombate e molto ribassate. L'interno, con impianto romanico ad aula unica con abside quadrata, ha dimensioni modeste sia in altezza che in profondità (misura m 11,20 x m 8,00); curiosamente la volta a crociera dell'abside è più alta di oltre quattro metri rispetto a quella della chiesa. Il pavimento è rimasto quello originale in coccio.
Le pareti interne sono completamente affrescate e costituiscono un esempio unico nel territorio lomellino; il ciclo di affreschi è attribuito a più artisti di scuola vercellese e mortarese dei secoli XV e XVI rimasti anonimi, mentre solo due dipinti ai lati dell'altare riportano la firma di Tommasino da Mortara (in data 1500-1504). Più volte restaurata grazie alla buona volontà degli abitanti, è stata recentemente riportata all'antico splendore sotto la protezione del Ministero dei Beni Culturali ed Ambientali.

### Monumento ai Caduti
Il monumento ai caduti di tutte le guerre sorge nel giardino della Fondazione Asilo Infantile sito in piazza della Rimembranza, al civico 1, sul tratto urbano della SP 596. La grande statua dell'Eroe è opera dello scultore milanese Antonio Tantardini.

### Garzaia della Cascina Verminesca
Una lunga fascia di vegetazione naturale, sviluppatasi in un'ansa meandrica abbandonata del Sesia, si sviluppa per 16 ettari fra i comuni di Sant'Angelo e Castenovetto. È costituita da un bosco di ontano nero, con lo strato arbustivo di sambuchi, rovi e luppoli, alle cui estremità si estende un vasto canneto. Il luogo è l'ambiente ideale per la nidificazione di numerose specie di volatili come la Nitticora, la Garzetta e l'Airone bianco maggiore.

## Società

### Evoluzione demografica
Abitanti censiti